# Meridiano 169 oeste
El meridiano 169 oeste de Greenwich es una línea de longitud que se extiende desde el Polo Norte atravesando el océano Ártico, el océano Pacífico, el océano Antártico y la Antártida hasta el Polo Sur.
El meridiano 169 oeste forma un gran círculo con el meridiano 11 este.
Comenzando en el Polo Norte y dirigiéndose hacia el Polo Sur, el meridiano 169 oeste pasa a través de:
| Coordenadas                         | País, territorio o mar | Notas                                                                        |
| ----------------------------------- | ---------------------- | ---------------------------------------------------------------------------- |
| 90°0′N 169°0′O / 90.000, -169.000   | Océano Ártico          |                                                                              |
| 71°50′N 169°0′O / 71.833, -169.000  | Mar de Chukotka        |                                                                              |
| 66°33′N 169°0′O / 66.550, -169.000  | Mar de Bering          | Pasa entre la Diómedes Mayor, Rusia y Little Diomede, Alaska, Estados Unidos |
| 63°20′N 169°0′O / 63.333, -169.000  | Estados Unidos         | Alaska - Isla San Lorenzo                                                    |
| 63°10′N 169°0′O / 63.167, -169.000  | Mar de Bering          |                                                                              |
| 52°52′N 169°0′O / 52.867, -169.000  | Estados Unidos         | Alaska - Isla Umnak                                                          |
| 52°51′N 169°0′O / 52.850, -169.000  | Océano Pacífico        |                                                                              |
| 60°0′S 169°0′O / -60.000, -169.000  | Océano Antártico       |                                                                              |
| 78°28′S 169°0′O / -78.467, -169.000 | Antártida              | Dependencia Ross, reclamada por Nueva Zelanda                                |